# Selección de hockey sobre patines de México
La Selección de hockey sobre patines de México es el equipo formado por jugadores de nacionalidad mexicana que representa a la Federación de Patinaje y Hockey de México en las competiciones internacionales organizadas por la FIRS (Campeonato del Mundo), y la CPRS (Campeonato Panamericano).

## Selección mexicana en 2012
| - Carlos Francisco Gonzalez - Jose Francisco Macias - Ivan Oscar Gonzalez - José Enrique Castro - Andrés Sánchez |  | - Miguel Gonzalez - David Castellanos - Cesar Gustavo Martínez - Arturo Garcia - Emilio Lopez |  |  |

- Seleccionador:

- Datos: Q9075767